# Эннепер, Альфред
Aльфред Эннепер (нем. Alfred Enneper; 14 июня 1830, Бармен — 24 марта 1885, Ганновер) — немецкий математик, специалист по дифференциальной геометрии.

## Биография
В 1856 году получил докторскую степень в Гёттингенском университете за работу по теории функций комплексного переменного. В 1859 году прошёл хабилитацию там же, а с 1870 года стал экстраординарным профессором в Гёттингенском университете.

## Научная деятельность
В 1864 году построил много новых примеров минимальных поверхностей. Приблизительно в то же время (1866) такие поверхности построил Карл Вейрштрасс. Найденное ими явное параметрическое представление минимальной поверхности с помощью двух аналитических функций в настоящее время принято называть представлением Эннепера — Вейерштрасса.

## Научные труды
- Enneper, A. Die cyklischen Flächen. Schlömilch Z. XIV, 393—421 (1869).
- Enneper, A. Ueber asymptotische Linien. Gött. Nachr., 493—510 (1870).
- Enneper, A. Bemerkung zu den analytisch-geometrischen Untersuchungen. Gött. Nachr., 125—127 (1874).
- Enneper, A. Elliptische Functionen. Theorie und Geschichte. Halle a. S.: Nebert. 33—40 (1876).